# Kepler-40 b
 (mai 2019).
Si vous disposez d'ouvrages ou d'articles de référence ou si vous connaissez des sites web de qualité traitant du thème abordé ici, merci de compléter l'article en donnant les références utiles à sa vérifiabilité et en les liant à la section « Notes et références ».
 (mai 2019).
Le contenu est difficilement compréhensible vu les erreurs de traduction, qui sont peut-être dues à l'utilisation d'un logiciel de traduction automatique.
Kepler-40 b, auparavant nommé KOI-428 b, est un Jupiter chaud découvert en orbite autour de l'étoile Kepler-40, en cours de transformation en géante rouge. La planète est d'abord détectée comme un événement de transit par le satellite Kepler de la NASA. L’équipe Kepler a rendu publiques les données recueillies par son satellite, y compris les données sur Kepler-40 . Des astronomes français et suisses ont utilisé l'équivalent d'une nuit de mesures sur le spectrographe SOPHIE pour collecter toutes les données nécessaires pour montrer qu'une planète produit la variation périodique de l'éclat de Kepler-40.
La planète Kepler-40 b a une taille deux fois supérieure à celle de Jupiter et une masse légèrement plus grande, ce qui la rend aussi dense que Neptune. Elle est près de treize fois plus chaude que Jupiter, et orbite cinq fois plus près de son étoile que Mercure du Soleil.

## Historique d'observation
Kepler-40 a été observé pour la première fois par Kepler, un satellite de la NASA qui recherche des exoplanètes en transit autour de leur étoile hôte du 13 mai au 15 juin 2009, à ses débuts. La courbe de lumière résultante a été mise à la disposition du public par l'équipe scientifique de Kepler, révélant quatre événements de transit sur 33,5 jours.
Une équipe composée d'astronomes français et suisses a utilisé le spectrographe échelle SOPHIE de l'observatoire de Haute-Provence, dans le sud de la France, pour étudier Kepler-40. SOPHIE utilise des mesures de vitesse radiale pour examiner les étoiles des exoplanètes. Une fois que la lumière de fond[Quoi ?] a été supprimée et que les causes alternatives des variations de vitesses radiales ont été supprimées (par exemple, Kepler-40[Quoi ?] était en fait une étoile binaire proche), l'équipe a utilisé SOPHIE pour analyser les propriétés de l'étoile réelle[Quoi ?]. Les astronomes observant l'étoile ont constaté qu'elle se rapprochait de l'arrêt[Quoi ?] de la séquence principale (l'étoile fusionne le dernier de son hydrogène et devient une géante rouge). L'établissement de paramètres stellaires a aidé les astronomes à déterminer les paramètres de l'exoplanète et à prouver l'existence de Kepler-40 b. La planète découverte était la sixième planète en transit à avoir été plus de 1,8 fois celui du Soleil, après les planètes comprenant Kepler-5 et Kepler-7[Quoi ?].
La découverte de Kepler-40 b a démontré que les télescopes plus petits, tels que SOPHIE[style à revoir], sont efficaces lorsqu'ils sont utilisés pour le suivi de missions spatiales telles que Kepler[évasif]. L'équipe d'astronomes a passé environ une nuit[Quoi ?] sur un télescope de 1,93 m et a rassemblé toutes les données nécessaires pour établir l'existence et les paramètres de Kepler-40 b.
L'article annonçant la découverte de Kepler-40 b a été publié dans la revue Astronomy & Astrophysics le 4 janvier 2011, après avoir été envoyé à la revue le 15 septembre 2010.

## Étoile hôte
Kepler-40 est une étoile de type F située dans la constellation du Cygne. L'étoile est 1,48 fois la masse du Soleil et 2,13 fois son rayon. Avec[style à revoir] une température effective de 6 510 kelvins, Kepler-40 est plus grande, plus massive, plus diffuse et plus chaude que le Soleil. La métallicité de Kepler-40, [Fe/H] = 0,10, signifie que sa teneur en fer est supérieure de 25,9 % à celle mesurée dans le Soleil. Kepler-40 est sur le point d’arrêter la séquence principale ; en d'autres termes, il est sur le point de fusionner le dernier de son hydrogène et de devenir une géante rouge.
Kepler-40 héberge le sixième système planétaire découvert autour d'une étoile de masse supérieure à 1,8 masse solaire. Il se situe à environ 2500 parsecs (8 100 années-lumière) de la Terre. Kepler-40 b est une Jupiter chaude d'une masse estimée à 2,2 fois la masse de Jupiter (plus de 700 fois la masse de la Terre), mais 1,17 fois. Rayon de Jupiter (13,12 fois le rayon de la Terre). Ainsi, la planète a une densité de 1,68 gramme par centimètre cube, similaire à celle de Neptune (1,638 g/cm3). La température d'équilibre de la planète est estimée à 1 620 kelvins, soit treize fois plus élevée que la température d'équilibre de Jupiter.
Kepler-40 b tourne autour de son étoile tous les 6,87 jours à une distance moyenne de 0,081 unité astronomique. Elle a également une inclinaison orbitale de 89,7°, ce qui signifie qu'on peut le voir presque de face par rapport à la Terre. En comparaison, Mercure tourne autour du Soleil tous les 87,97 jours à une distance moyenne de 0,387 unité astronomique ; par conséquent, l'orbite de Kepler-40 b est environ 13 fois plus rapide que celle de Mercure[style à revoir] et cinq fois plus proche de l'étoile hôte que Mercure ne l'est au Soleil.